# Jon Dahl Tomasson
Jon Dahl Tomasson (n. 29 august 1976, Copenhaga, Danemarca) este un fotbalist din Regatul Danemarcei retras din activitate, care a jucat pe post de atacant la echipe ca Feyenoord, Milan și Heerenveen. Pe plan internațional, are prezențe la națională pentru Danemarca U17⁠(d), Danemarca U19⁠(d), Danemarca U21⁠(d), Danemarca și Danemarca U16⁠(d). După încheierea carierei, a devenit antrenor, și a antrenat, printre altele, Malmö, Blackburn Rovers și Excelsior.
Cele mai importante momente ale carierei au fost câștigarea Cupei UEFA în 2002 cu Feyenoord și câștigarea Ligii Campionilor în 2003 cu AC Milan.

## Statistici carieră
La 18 octombrie 2010.
|                      |                      |                      | Campionat | Campionat | Cupă            | Cupă            | Cupa Ligii          | Cupa Ligii          | Continental | Continental | Total   | Total  |
| Sezon                | Club                 | Campionat            | Meciuri   | Goluri    | Meciuri         | Goluri          | Meciuri             | Goluri              | Meciuri     | Goluri      | Meciuri | Goluri |
| Danemarca            | Danemarca            | Danemarca            | League    | League    | Cupa Danemarcei | Cupa Danemarcei | Cupa Ligii          | Cupa Ligii          | Europe      | Europe      | Total   | Total  |
| -------------------- | -------------------- | -------------------- | --------- | --------- | --------------- | --------------- | ------------------- | ------------------- | ----------- | ----------- | ------- | ------ |
| 1992                 | Køge                 | Denmark Series       | 2         | 0         | 0               | 0               | -                   | -                   | 0           | 0           | 2       | 0      |
| 1993                 | Køge                 | Denmark Series       | 15        | 5         | 5               | 5               | -                   | -                   | 0           | 0           | 20      | 10     |
| 1994                 | Køge                 | 2nd Division         | 31        | 23        | 2               | 4               | -                   | -                   | 0           | 0           | 33      | 27     |
| Țările de Jos        | Țările de Jos        | Țările de Jos        | League    | League    | KNVB Cup        | KNVB Cup        | League Cup          | League Cup          | Europe      | Europe      | Total   | Total  |
| 1994–95              | Heerenveen           | Eredivisie           | 16        | 5         | 2               | 1               | -                   | -                   | 0           | 0           | 18      | 6      |
| 1995–96              | Heerenveen           | Eredivisie           | 30        | 14        | 1               | 0               | -                   | -                   | 0           | 0           | 31      | 14     |
| 1996–97              | Heerenveen           | Eredivisie           | 32        | 18        | 6               | 6               | -                   | -                   | 0           | 0           | 38      | 24     |
| Anglia               | Anglia               | Anglia               | League    | League    | FA Cup          | FA Cup          | League Cup          | League Cup          | Europe      | Europe      | Total   | Total  |
| 1997–98              | Newcastle United     | Premier League       | 23        | 3         | 2               | 0               | 3                   | 1                   | 7           | 0           | 35      | 4      |
| Țările de Jos        | Țările de Jos        | Țările de Jos        | League    | League    | KNVB Cup        | KNVB Cup        | League Cup          | League Cup          | Europe      | Europe      | Total   | Total  |
| 1998–99              | Feyenoord            | Eredivisie           | 33        | 13        | 3               | 1               | -                   | -                   | 2           | 2           | 38      | 16     |
| 1999–00              | Feyenoord            | Eredivisie           | 28        | 10        | 1               | 0               | -                   | -                   | 11          | 4           | 40      | 14     |
| 2000–01              | Feyenoord            | Eredivisie           | 31        | 15        | 2               | 1               | -                   | -                   | 2           | 1           | 35      | 17     |
| 2001–02              | Feyenoord            | Eredivisie           | 30        | 17        | 1               | 1               | -                   | -                   | 7           | 4           | 38      | 22     |
| Italia               | Italia               | Italia               | League    | League    | Coppa Italia    | Coppa Italia    | League Cup          | League Cup          | Europe      | Europe      | Total   | Total  |
| 2002–03              | Milan                | Serie A              | 20        | 4         | 7               | 4               | -                   | -                   | 10          | 3           | 37      | 11     |
| 2003–04              | Milan                | Serie A              | 26        | 12        | 4               | 2               | -                   | -                   | 7           | 1           | 37      | 15     |
| 2004–05              | Milan                | Serie A              | 30        | 6         | 3               | 2               | -                   | -                   | 6           | 1           | 39      | 9      |
| Germania             | Germania             | Germania             | League    | League    | DFB-Pokal       | DFB-Pokal       | Other               | Other               | Europe      | Europe      | Total   | Total  |
| 2005–06              | Stuttgart            | Bundesliga           | 26        | 8         | 2               | 1               | 3                   | 0                   | 6           | 2           | 37      | 11     |
| 2006–07              | Stuttgart            | Bundesliga           | 4         | 0         | 2               | 1               | 0                   | 0                   | 0           | 0           | 6       | 1      |
| Spania               | Spania               | Spania               | League    | League    | Copa del Rey    | Copa del Rey    | Supercopa de España | Supercopa de España | Europe      | Europe      | Total   | Total  |
| 2006–07              | Villarreal           | La Liga              | 11        | 4         | 0               | 0               | -                   | -                   | 0           | 0           | 11      | 4      |
| 2007–08              | Villarreal           | La Liga              | 25        | 3         | 4               | 0               | -                   | -                   | 8           | 5           | 37      | 8      |
| Țările de Jos        | Țările de Jos        | Țările de Jos        | League    | League    | KNVB Cup        | KNVB Cup        | League Cup          | League Cup          | Europe      | Europe      | Total   | Total  |
| 2008–09              | Feyenoord            | Eredivisie           | 13        | 9         | 0               | 0               | -                   | -                   | 1           | 0           | 14      | 9      |
| 2009–10              | Feyenoord            | Eredivisie           | 24        | 11        | 4               | 1               | -                   | -                   | 0           | 0           | 28      | 12     |
| 2010–11              | Feyenoord            | Eredivisie           | 0         | 0         | 0               | 0               | -                   | -                   | 0           | 0           | 0       | 0      |
| National performance | National performance | National performance | League    | League    | Cup             | Cup             | League Cup          | League Cup          | Continental | Continental | Total   | Total  |
| Total                | Danemarca            | Danemarca            | 48        | 28        | 7               | 9               | -                   | -                   | 0           | 0           | 55      | 37     |
| Total                | Țările de Jos        | Țările de Jos        | 237       | 112       | 20              | 11              | -                   | -                   | 23          | 11          | 280     | 134    |
| Total                | Anglia               | Anglia               | 23        | 3         | 2               | 0               | 3                   | 1                   | 7           | 0           | 35      | 4      |
| Total                | Italia               | Italia               | 76        | 22        | 14              | 8               | -                   | -                   | 23          | 5           | 113     | 35     |
| Total                | Germania             | Germania             | 30        | 8         | 4               | 2               | 3                   | 0                   | 6           | 2           | 43      | 12     |
| Total                | Spania               | Spania               | 36        | 7         | 4               | 0               | -                   | -                   | 8           | 5           | 48      | 12     |
| Total                | Total                | Total                | 450       | 180       | 51              | 30              | 6                   | 1                   | 67          | 23          | 574     | 234    |

Other important games  (not included in the box above):

1999 – Dutch Super Cup (with Feyenoord): 1 game, 1 goal

2003 – Intercontinental Cup (with AC Milan): 1 game, 1 goal.

2004 – Italian Super Cup (with AC Milan): 1 game, 0 goal.

2009 – Playoffs in Eredivisie for Europa League (with Feyenoord): 2 games, 1 goal.

## Internațional

### Sumar statistici
| Echipa    | EURO    | EURO   | Cupa mondială | Cupa mondială | Preliminarii EURO | Preliminarii EURO | Calificări CM | Calificări CM | Amicale | Amicale | Total   | Total  |
| Echipa    | Meciuri | Goluri | Meciuri       | Goluri        | Meciuri           | Goluri            | Meciuri       | Goluri        | Meciuri | Goluri  | Meciuri | Goluri |
| --------- | ------- | ------ | ------------- | ------------- | ----------------- | ----------------- | ------------- | ------------- | ------- | ------- | ------- | ------ |
| Danemarca | 7       | 3      | 6             | 5             | 24                | 19                | 31            | 10            | 44      | 15      | 112     | 52     |

| Danemarca | Danemarca | Danemarca |
| An        | Meciuri   | Goluri    |
| --------- | --------- | --------- |
| 1997      | 4         | 0         |
| 1998      | 3         | 0         |
| 1999      | 8         | 6         |
| 2000      | 11        | 3         |
| 2001      | 9         | 4         |
| 2002      | 12        | 10        |
| 2003      | 8         | 4         |
| 2004      | 14        | 8         |
| 2005      | 10        | 3         |
| 2006      | 6         | 5         |
| 2007      | 11        | 7         |
| 2008      | 6         | 1         |
| 2009      | 5         | 0         |
| 2010      | 5         | 1         |
| Total     | 112       | 52        |

### Goluri internaționale
| #  | Data               | Stadion                   | Oponent       | Scor | Rezultat | Competiția                                             |
| -- | ------------------ | ------------------------- | ------------- | ---- | -------- | ------------------------------------------------------ |
| 1  | 9 iunie 1999       | Liverpool, Anglia         | Țara Galilor  | 1–0  | 2–0      | Preliminariile Campionatului European de Fotbal 2000   |
| 2  | 4 septembrie 1999  | Copenhaga, Danemarca      | Elveția       | 2–1  | 2–1      | Preliminariile Campionatului European de Fotbal 2000   |
| 3  | 8 septembrie 1999  | Napoli, Italia            | Italia        | 3–2  | 3–2      | Preliminariile Campionatului European de Fotbal 2000   |
| 4  | 13 noiembrie 1999  | Tel Aviv, Israel          | Israel        | 1–0  | 5–0      | Preliminariile Campionatului European de Fotbal 2000   |
| 5  | 13 noiembrie 1999  | Tel Aviv, Israel          | Israel        | 2–0  | 5–0      | Preliminariile Campionatului European de Fotbal 2000   |
| 6  | 17 noiembrie 1999  | Copenhaga, Danemarca      | Israel        | 3–0  | 3–0      | Preliminariile Campionatului European de Fotbal 2000   |
| 7  | 29 martie 2000     | Leiria, Portugalia        | Portugalia    | 1–0  | 1–2      | Meci amical                                            |
| 8  | 3 iunie 2000       | Copenhaga, Danemarca      | Belgia        | 1–0  | 2–2      | Meci amical                                            |
| 9  | 2 septembrie 2000  | Reykjavík, Islanda        | Islanda       | 1–1  | 2–1      | Calificările pentru Campionatul Mondial de Fotbal 2002 |
| 10 | 25 mai 2001        | Copenhaga, Danemarca      | Slovenia      | 2–0  | 3–0      | Meci amical                                            |
| 11 | 2 iunie 2001       | Copenhaga, Danemarca      | Cehia         | 2–1  | 2–1      | Calificările pentru Campionatul Mondial de Fotbal 2002 |
| 12 | 5 septembrie 2001  | Sofia, Bulgaria           | Bulgaria      | 1–0  | 2–0      | Calificările pentru Campionatul Mondial de Fotbal 2002 |
| 13 | 5 septembrie 2001  | Sofia, Bulgaria           | Bulgaria      | 2–0  | 2–0      | Calificările pentru Campionatul Mondial de Fotbal 2002 |
| 14 | 17 aprilie 2002    | Copenhaga, Danemarca      | Israel        | 2–0  | 3–1      | Meci amical                                            |
| 15 | 17 mai 2002        | Copenhaga, Danemarca      | Camerun       | 2–0  | 2–1      | Meci amical                                            |
| 16 | 1 iunie 2002       | Ulsan, Coreea de Sud      | Uruguay       | 1–0  | 2–1      | Campionatul Mondial de Fotbal 2002                     |
| 17 | 1 iunie 2002       | Ulsan, Coreea de Sud      | Uruguay       | 2–1  | 2–1      | Campionatul Mondial de Fotbal 2002                     |
| 18 | 6 iunie 2002       | Daegu, Coreea de Sud      | Senegal       | 1–0  | 1–1      | Campionatul Mondial de Fotbal 2002                     |
| 19 | 11 iunie 2002      | Incheon, Coreea de Sud    | Franța        | 2–0  | 2–0      | Campionatul Mondial de Fotbal 2002                     |
| 20 | 7 septembrie 2002  | Oslo, Norvegia            | Norvegia      | 1–0  | 2–2      | Preliminariile Campionatului European de Fotbal 2004   |
| 21 | 7 septembrie 2002  | Oslo, Norvegia            | Norvegia      | 2–1  | 2–2      | Preliminariile Campionatului European de Fotbal 2004   |
| 22 | 12 octombrie 2002  | Copenhaga, Danemarca      | Luxemburg     | 1–0  | 2–0      | Preliminariile Campionatului European de Fotbal 2004   |
| 23 | 20 noiembrie 2002  | Copenhaga, Danemarca      | Polonia       | 1–0  | 2–0      | Meci amical                                            |
| 24 | 12 februarie 2003  | Cairo, Egipt              | Egipt         | 2–1  | 4–1      | Meci amical                                            |
| 25 | 29 martie 2003     | București, România        | România       | 3–2  | 5–2      | Preliminariile Campionatului European de Fotbal 2004   |
| 26 | 10 septembrie 2003 | Copenhaga, Danemarca      | România       | 1–0  | 2–2      | Preliminariile Campionatului European de Fotbal 2004   |
| 27 | 16 noiembrie 2003  | Manchester, Anglia        | Anglia        | 3–2  | 3–2      | Meci amical                                            |
| 28 | 30 mai 2004        | Tallinn, Estonia          | Estonia       | 1–0  | 2–2      | Meci amical                                            |
| 29 | 18 iunie 2004      | Braga, Portugalia         | Bulgaria      | 1–0  | 2–0      | Euro 2004                                              |
| 30 | 22 iunie 2004      | Porto, Portugalia         | Suedia        | 1–0  | 2–2      | Euro 2004                                              |
| 31 | 22 iunie 2004      | Porto, Portugalia         | Suedia        | 2–1  | 2–2      | Euro 2004                                              |
| 32 | 9 octombrie 2004   | Tirana, Albania           | Albania       | 2–0  | 2–0      | Calificările pentru Campionatul Mondial de Fotbal 2006 |
| 33 | 13 octombrie 2004  | Copenhaga, Danemarca      | Turcia        | 1–0  | 1–1      | Calificările pentru Campionatul Mondial de Fotbal 2006 |
| 34 | 17 noiembrie 2004  | Tbilisi, Georgia          | Georgia       | 1–0  | 2–2      | Calificările pentru Campionatul Mondial de Fotbal 2006 |
| 35 | 17 noiembrie 2004  | Tbilisi, Georgia          | Georgia       | 2–1  | 2–2      | Calificările pentru Campionatul Mondial de Fotbal 2006 |
| 36 | 17 august 2005     | Copenhaga, Danemarca      | Anglia        | 2–0  | 4–1      | Meci amical                                            |
| 37 | 7 septembrie 2005  | Copenhaga, Danemarca      | Georgia       | 4–1  | 6–1      | Calificările pentru Campionatul Mondial de Fotbal 2006 |
| 38 | 12 octombrie 2005  | Almaty, Kazahstan         | Kazahstan     | 2–0  | 2–1      | Calificările pentru Campionatul Mondial de Fotbal 2006 |
| 39 | 27 mai 2006        | Aarhus, Danemarca         | Paraguay      | 1–1  | 1–1      | Meci amical                                            |
| 40 | 1 septembrie 2006  | Brøndby, Danemarca        | Portugalia    | 1–0  | 4–2      | Meci amical                                            |
| 41 | 6 septembrie 2006  | Reykjavík, Islanda        | Islanda       | 2–0  | 2–0      | Preliminariile Campionatului European de Fotbal 2008   |
| 42 | 11 octombrie 2006  | Vaduz, Liechtenstein      | Liechtenstein | 3–0  | 4–0      | Preliminariile Campionatului European de Fotbal 2008   |
| 43 | 11 octombrie 2006  | Vaduz, Liechtenstein      | Liechtenstein | 4–0  | 4–0      | Preliminariile Campionatului European de Fotbal 2008   |
| 44 | 6 februarie 2007   | London, Anglia            | Australia     | 1–0  | 3–1      | Meci amical                                            |
| 45 | 6 februarie 2007   | London, Anglia            | Australia     | 3–0  | 3–1      | Meci amical                                            |
| 46 | 2 iunie 2007       | Copenhaga, Danemarca      | Suedia        | 2–3  | (a)      | Preliminariile Campionatului European de Fotbal 2008   |
| 47 | 12 septembrie 2007 | Aarhus, Danemarca         | Liechtenstein | 3–0  | 4–0      | Preliminariile Campionatului European de Fotbal 2008   |
| 48 | 13 octombrie 2007  | Aarhus, Danemarca         | Spania        | 1–2  | 1–3      | Preliminariile Campionatului European de Fotbal 2008   |
| 49 | 17 octombrie 2007  | Copenhaga, Danemarca      | Letonia       | 1–0  | 3–1      | Preliminariile Campionatului European de Fotbal 2008   |
| 50 | 21 noiembrie 2007  | Copenhaga, Danemarca      | Islanda       | 2–0  | 3–0      | Preliminariile Campionatului European de Fotbal 2008   |
| 51 | 6 februarie 2008   | Celje, Slovenia           | Slovenia      | 1–0  | 2–1      | Meci amical                                            |
| 52 | 24 iunie 2010      | Rustenburg, Africa de Sud | Japonia       | 1–2  | 1–3      | Campionatul Mondial de Fotbal 2010                     |

### Statistici antrenorat
La 22 februarie 2014.
| Echipa    | Început         | Sfârșit         | Record | Record | Record | Record | Record | Record | Record | Record | Record |
| Echipa    | Început         | Sfârșit         | G      | W      | D      | L      | GF     | GA     | GD     | Win %  | Ref.   |
| --------- | --------------- | --------------- | ------ | ------ | ------ | ------ | ------ | ------ | ------ | ------ | ------ |
| Excelsior | 17 iunie 2013   | 3 ianuarie 2014 | 25     | 10     | 9      | 6      | 37     | 29     | +8     | 40     | [ 6 ]  |
| Roda      | 3 ianuarie 2014 | Prezent         | 8      | 1      | 1      | 6      | 5      | 13     | −8     | 12,5   | [ 8 ]  |
| Total     | Total           | Total           | 33     | 11     | 10     | 12     | 42     | 42     | −0     | 33,33  | —      |

## Palmares

### Domestic
- 1998–99: Eredivisie cu Feyenoord Rotterdam
- 1998–99: Supercupa Olandei cu Feyenoord Rotterdam
- 2002–03: Coppa Italia cu AC Milan
- 2003–04: Serie A cu AC Milan
- 2003–04: Supercupa Italiei cu AC Milan

### Continental
- 2001–02: Cupa UEFA cu Feyenoord Rotterdam
- 2002–03: Liga Campionilor UEFA cu AC Milan

### Individual
- 1994: Fotbalistul tânăr al anului în Danemarca
- 2002 și 2004: Fotbalistul danez al anului
- Gheata de bronz a Campionatului Mondial 2002 (4 goluri)